# Nikolai Alexandrowitsch Tichonow
Nikolai Alexandrowitsch Tichonow (russisch Николай Александрович Тихонов, wiss. Transliteration Nikolaj Aleksandrovič Tichonov; * 1. Maijul. / 14. Mai 1905greg. in Charkow; † 1. Juni 1997 in Moskau) war ein sowjetischer Politiker und als Vorsitzender des Ministerrats der UdSSR von 1980 bis 1985 sowjetischer Regierungschef.

## Biografie
Nach seinem Studium an der Hochschule für Metallurgie in Dnepropetrowsk arbeitete Tichonow von 1930 bis 1941 dort als Metallurgieingenieur an den Metallurgiewerken Lenin. Er stieg  vom einfachen Ingenieur zum Leiter einer Werkshalle und später zum Hauptingenieur des Werks auf. Dort lernte er Leonid Breschnew kennen und trat ziemlich spät, erst 1940 in die Kommunistische Partei – damals WKP (B) – ein. Von September 1941 bis Juli 1947 war er Hauptingenieur des Nowotrubnyj-Werkes im Gebiet von Swerdlowsk, wo er eine größere Rolle bei der Anpassung der Produktion an die Kriegsbedürfnisse gespielt hatte. Von 1947 bis 1950 war er Direktor der Juschnotrubnyj-Werkes in Nikopol. Er war einer der Pioniere auf dem Gebiet der Arbeiterfürsorge in seiner Branche und ließ unter anderem ein Werkskrankenhaus und ein Werkskulturhaus errichten.
Von 1950 bis 1955 war Tichonow Leiter der Hauptabteilung für die Rohrherstellung des Ministeriums für Eisenmetallurgie, von 1955 bis 1957 stellvertretender Minister im gleichen Ministerium. Von 1957 bis 1963 nahm er mehrere Posten im sowjetischen Wirtschaftsapparat wahr, seit 1963 stellvertretender Leiter des Staatsplankomitees der UdSSR im Rang eines Ministers der UdSSR. Kandidat des ZK der KPdSU war Tichonow von 1961 bis 1966. Tichonow gehörte über 30 Jahre lang als Deputierter dem Obersten Sowjet der UdSSR an. Von Oktober 1965 bis September 1976 war er stellvertretender Vorsitzender des Ministerrats der Sowjetunion, seit September 1976 Erster Stellvertretender Vorsitzender des Ministerrates. Mitglied des ZK der KPdSU von 1966 bis 1989.
1978 wurde Tichonow, der Breschnews Rivalen Alexei Kossygin als Ministerpräsident ablösen sollte, Kandidat des Politbüros. Von 27. November 1979 bis 15. Oktober 1985 war er Mitglied im höchsten politischen Gremium der UdSSR im Politbüro der KPdSU.
Im Alter von 75 Jahren wurde Tichonow im Oktober 1980 auf Vorschlag von Breschnew als Nachfolger von Alexei Kossygin Vorsitzender des Ministerrats der UdSSR, was er bis September 1985, wenige Monate nach der Wahl  Michail Gorbatschows zum Generalsekretär blieb.
Hintergründe beim Machtwechsel
Während Breschnew seine Favoriten Tschernenko und Tichonow ins Politbüro holte, förderte KGB-Chef Juri Andropow als Gegengewicht Gorbatschow und Eduard Schewardnadse. Tichonow befand sich – vor allem in landwirtschaftlichen Fragen – in ständigem Streit mit Gorbatschow, noch bevor dieser zum Generalsekretär gewählt wurde. Es war Tichonow, der nach Andropows Tod den damaligen („Zweiten“) ZK-Sekretär Konstantin Tschernenko sowohl im Politbüro als auch im ZK als neuen Kreml-Chef vorschlug und durchsetzte. So wurde der Aufstieg Gorbatschows zum Kreml-Chef im Februar 1984 nach dem Tode Andropows durch Tschernenko und Tichonow verhindert. Nach den Memoiren Jegor Ligatschows, der unter Andropow ZK-Sekretär und unter Gorbatschow („Zweiter“) ZK-Sekretär wurde, wehrte sich Tichonow nach Andropows Tod vehement dagegen, Gorbatschow die Nachfolge Tschernenkos als („Zweiter“) ZK-Sekretär anzuvertrauen. 1985 gehörte Tichonow mit dem Moskauer Parteichef Viktor Grischin und dem für Verteidigung zuständigen ZK-Sekretär und Politbüromitglied Gregori Romanow zu den Politbüromitgliedern, die Gorbatschows Aufstieg zum Kreml-Chef verhindern wollten. Jedoch stellte sich der damalige Außenminister Andrei Gromyko vehement auf die Seite Gorbatschows. Aufgrund des beschriebenen Verhaltens Tichonows und seiner Gegnerschaft gegenüber Gorbatschow war es jedoch nach Gorbatschows Ernennung zum Kreml-Chef klar, dass Tichonow bald darauf seinen Posten aus Altersgründen würde räumen müssen.
Tichonow wird als eine starke Persönlichkeit beschrieben. Seinen Aufstieg von einem Wirtschaftsbürokraten zu einem der führenden sowjetischen Politiker verdankte er seiner persönlichen Bekanntschaft mit Breschnew.

## Ehrungen
Tichonow war zweimaliger Held der sozialistischen Arbeit, wurde insgesamt mit 9 Leninorden, einem Oktoberrevolution-Orden, zwei Rotbannerorden der Arbeit und dem Roter-Stern-Orden ausgezeichnet. 1961 wurde er Doktor-Ingenieur. Zweimaliger Träger des Stalinpreises (1943, 1951).

## Veröffentlichungen
- XXVI. Parteitag der KPdSU – Die Hauptrichtungen der wirtschaftlichen und sozialen Entwicklung der UdSSR für die Jahre 1981 bis 1985 und für den Zeitraum bis 1990. Berichterstatter: N. A. Tichonow, Vorsitzender des Ministerrates der UdSSR. 27. Februar 1981. Dietz Verlag, Berlin, 1981.
- N. A. Tichonow, Die sowjetische Wirtschaft. Errungenschaften, Probleme, Perspektiven. Verlag Marxistische Blätter, Frankfurt am Main, 1985, ISBN 3-88012-728-X